# Lubaczów
Lubaczów (pronunciación polaca: [luˈbat͡ʂuf]) es una ciudad polaca, capital del distrito homónimo del voivodato de Subcarpacia. Dentro del distrito, forma por sí misma un municipio urbano y es sede administrativa del municipio rural homónimo sin formar parte de este último. En 2006 tenía una población de 12 378 habitantes.
Se conoce la existencia de la localidad desde 1214, cuando se menciona en un tratado entre Leszek I el Blanco y Andrés II de Hungría como una fortificación bajo la autoridad del voivoda de Sandomierz. Adquirió estatus urbano en 1376. Perteneció a los duques de Mazovia hasta 1462, cuando quedó bajo el gobierno directo del reino de Polonia. En la partición de 1772 fue incorporada al Imperio Habsburgo. Se desarrolló notablemente a finales del siglo XIX con la construcción de una línea de ferrocarril a Jarosław en 1880 y la construcción de un hospital en 1896, pero en 1899 la mayor parte de la ciudad fue destruida en un incendio. En 1918, la ciudad se incorporó a la Segunda República Polaca. Tras los cambios fronterizos de la Segunda Guerra Mundial, la ciudad se convirtió en sede episcopal al pasar su iglesia a ser la catedral de la parte polaca de la arquidiócesis de Leópolis, que en 1992 fue regularizada por la Iglesia como la diócesis de Zamość-Lubaczów.
Se ubica cerca de la frontera con Ucrania, unos 70 km al noreste de Rzeszów y unos 70 km al noroeste de Leópolis.